# Parque nacional del Río Cross
Parque Nacional del Río Cross (en inglés: Cross River National Park) es un parque nacional del país africano de Nigeria, que se encuentra en el Estado de Cross River. Hay dos secciones separadas, Okwangwo (establecido en 1991) y Oban (establecido en 1988). El parque tiene una superficie total de unos 4000 kilómetros cuadrados, la mayor parte de los cuales se compone de bosques primarios tropicales húmedos en las partes norte y central, con manglares en las zonas costeras. Partes del parque pertenecen a la región de la Guinea-congoleña, con un dosel cerrado y árboles emergentes dispersos que llegan a 40 o 50 metros de altura.

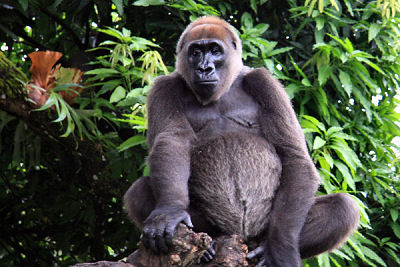
Gorila del Río Cross

El parque cuenta con una de las más antiguas selvas tropicales de África, y ha sido identificado como un punto importante de biodiversidad. Dieciséis especies de primates se han registrado en el parque. Entre algunos de sus primates poco comunes se incluyen chimpancés, Drils (Mandrillus leucophaeus) y (en Okwangwo) el gorila occidental del río Cross (Gorilla gorilla diehli). Otro primate, el mangabey de mejillas grises, parece haberse extinguido en la zona.